# Oscar Storch
Oscar Paolo Samuel Storch (født 14. januar 1833 i Dresden, død 22. april 1896) var en dansk læge. Han var søn af historiemaleren Frederik Ludvig Storch. 
Med forældrene kom Storch 1835 til München og blev fra det derværende gymnasium dimitteret som student 1851, men immatrikuleredes 1852 i København, hvor forældrene nu havde taget bolig. Han begyndte her sine medicinske studier og viste sig tidlig naturvidenskabelig og særlig kemisk interesseret, hvad der gav sig udslag i, at han 1857 vandt en pris for en af Videnskabernes Selskab stillet opgave om guano. I 1858 tog Storch lægeeksamen, var de følgende år kandidat ved Almindeligt Hospital, 1861-62 læge ved Sygehjemmet og samtidig kirurgisk prosektor, virkede 1862-65 som reservemedikus ved Almindeligt Hospital og det nye Kommunehospital, i samme tidsrum som medredaktør af Hospitalstidende og var 1864-65 læge ved den mediko-pneumatiske anstalt. I 1865 erhvervede han sig doktorgraden for en afhandling om den akute fosforforgiftning, foretog derpå med stipendium en studierejse og konkurrerede 1867 til det nye lektorat i retsmedicin og hygiejne. 1868-70 var Storch distriktslæge på Nørrebro, 1870-75 læge ved Københavns Amts sygehus, 1869-96 ved Ladegårdens sygeafdeling, 1873-79 ved Københavns Amts Ting- og Arresthus. 1871-74 var han censor ved lægeeksamen og virkede i et længere tidsrum som klinisk privatdocent med brystsygdommene som specialæmne. I 1874 blev Storch medlem af Sygehjemmets bestyrelse, 1882 meddirektør for lægernes enkekasse. I 1894 fik han professortitelen. Med altid uforandret varm videnskabelig og human interesse varetog Storch sin gerning, men i en årrække var hans virksomhed hemmet af en besværlig sygdom, for hvilken han til sidst bukkede under. I 1869 ægtede han Marie Félicité Louise Gamél, datter af grosserer Antoine Gamél.